# Campestre da Serra
Campestre da Serra è un comune del Brasile nello Stato del Rio Grande do Sul, parte della mesoregione del Nordeste Rio-Grandense e della microregione di Vacaria.